# Carl Diez
Pour les articles homonymes, voir Diez.
Carl (Karl) Diez, né le 8 janvier 1877 à Öhningen (Bade) et mort le 24 juin 1969 à Radolfzell (Allemagne) est un agriculteur allemand et homme politique du Zentrum.

## Biographie
Après avoir étudie à l'école primaire, Diez étudie à l'école d'hiver agricole de Radolfzell pendant deux semestres. À partir de 1896, il travaille d'abord comme bénévole agricole puis comme administrateur. En 1904, il reprend une ferme à Radolfzell et dirige également une entreprise de transport. Pendant la Première Guerre mondiale, il sert sur le front occidental et en Roumanie. Il est cofondateur du conseil des agriculteurs du district du Haut-Bade. Il devient ensuite président du bureau central de l'industrie allemande des transports et de la circulation. Jusqu'en 1933, il est également président de l'association des hommes catholiques de Bade. Le 21 septembre 1933, il est arrêté pour la première fois par les nationaux-socialistes. D'autres arrestations suivent jusqu'en 1945.
Diez est marié et son fils Theopont (de) est maire de Singen. La Carl-Diez-Strasse à Öhningen et Radolfzell portent son nom.

## Parti politique
Diez est membre du Zentrum. Il est un proche confident de Matthias Erzberger. Le 26 août 1921, Carl Diez accompagne son ami du parti Erzberger près de Bad Griesbach im Schwarzwald, lorsque Erzberger est fusillé par les membres de l'organisation Consul Heinrich Tillessen (de) (1894-1984) et Heinrich Schulz (1893-1979). Diez est gravement blessé par balle,.
Dès la République de Weimar, Diez fait campagne pour une fusion entre le Bade et le Wurtemberg pour former un État du sud-ouest, tel qu'il est créé en 1952.
Après la Seconde Guerre mondiale, Diez participe à la fondation de la BCSV, qui deviendre plus tard l'association régionale de Bade de la CDU.

## Parlementaire
Diez est député du Reichstag pour la circonscription de Constance de 1912 à 1918. Il est en 1919/20 membre de l'Assemblée nationale de Weimar. Puis il est de nouveau député du Reichstag jusqu'en 1933. Lors du vote sur la loi d'habilitation le 23 mars 1933, il est absent et est le seul membre du Zentrum à ne pas voter pour lui.
À partir de 1913, Diez est également membre du comité des citoyens de Radolfzell.

## Autres mandats
En 1946, Diez est membre de la présidence provisoire de l'état de Bade, mise en place par les forces d'occupation françaises.

## Travaux
- Radolfzell in Vergangenheit und Gegenwart. Unter Benützung von Archiv-Rat Peter P. Albert: Geschichte der Stadt Radolfzell, unter besonderer Berücksichtigung der Entwicklung der Stadt seit 1870. Mit Beiträgen von E. Diez, Markdorf, und Dr. Beyerle, Göttingen, Radolfzell: Josef Huggle, 1916, 84 S.
- Die Lebensgeschichte eines Menschen. Konstanz: Aktienges. Oberbadische Verlagsanstalt, 1929, 79 S.

## Film
- Carl Diez - Je reste. Documentation d'une vie en démocratie et dictature. Un film de Dieter Stadtfeld. Documentaire. Noir et blanc et couleur. 85 min. Weikenmeier & Stadtfeld, Cologne 2020. Le film est posté sur Vimeo par les créateurs et est sorti en juillet 2020; vimeo.com/441469059, consulté le 1er janvier. Août 2020.